# Гейс-тер-Гейде (Дренте)
Гейс-тер-Гейде (нід. Huis ter Heide) — селище в нідерландській провінції Дренте. Входить до муніципалітету Норденвелд.
Його площа становить 9,84 км², а населення станом на 2021 рік складало 130 осіб.
Історія населеного пункту пішла від таверни, збудованої 1777 року біля шлюзу на каналі. Згодом навколо неї з'явилися ферми.